# ألان كونولي
ألان كونولي (29 يونيو 1939 في أستراليا - )  (بالإنجليزية: Alan Connolly)‏ هو لاعب كريكت أسترالي. شارك مع منتخب أستراليا الوطني للكريكت. أما مع فريق رياضي، فقد لعب مع فريق فكتوريا للكريكت ونادي مقاطعة ميدلسكس للكريكت ‏.

## وصلات خارجية
- ألان كونولي على موقع إي آس بي آن كريك إنفو (الإنجليزية)